# Malizia
Malizia és una pel·lícula de comèdia italiana dirigida per Salvatore Samperi, estrenada per primer cop al 23è Festival Internacional de Cinema de Berlín. Laura Antonelli i Turi Ferro guanyaren els premis Nastro d'Argento a la millor actriu i millor actor de repartiment amb aquesta pel·lícula.

## Argument
La pel·lícula tracta sobre el desig paral·lel d'un vidu i els seus tres fills amb la seva mestressa de casa. La pel·lícula va desafiar els tabús sexuals mitjançant la presentació de temes tals com un adolescent assetjant sexualment una dona adulta.

## Repartiment
- Laura Antonelli - Angela
- Turi Ferro - Ignazio
- Alessandro Momo - Nino
- Tina Aumont - Luciana
- Lilla Brignone - Granma
- Pino Caruso - Don Cirillo
- Angela Luce - Widow Corallo
- Stefano Amato - Porcello
- Gianluigi Chirizzi - Nuccio
- Grazia Di Marzà - Adelina